# Aqüeducte
|  | Per a altres significats, vegeu «Aqüeducte coclear». |

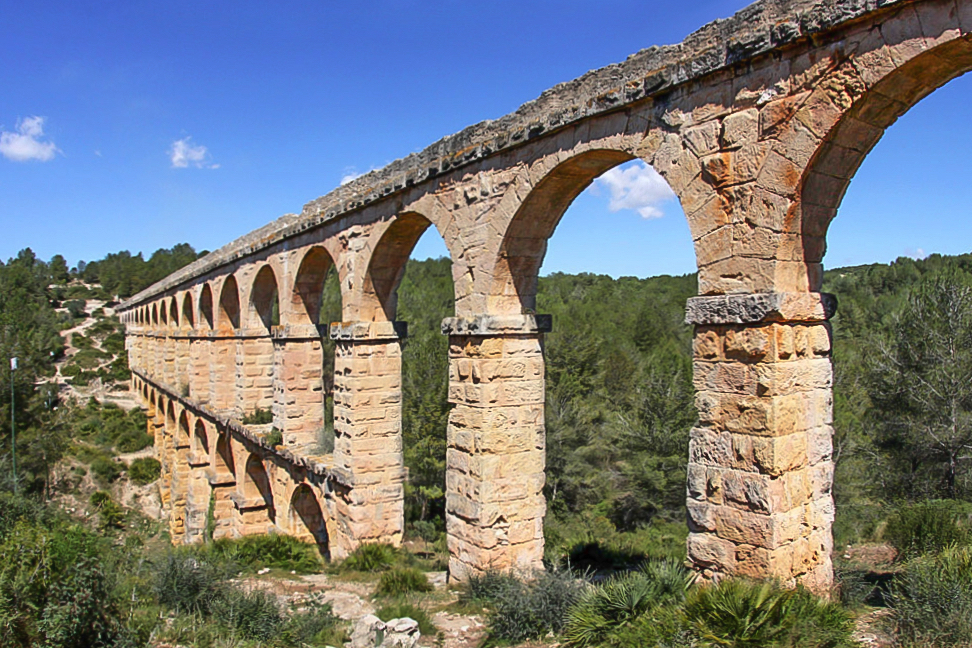
Aqüeducte romà prop de Tarragona, anomenat pont de les Ferreres o del Diable: 217 metres de llarg i 27 d'alçada, format per 11 arcades inferiors i 25 al pis superior

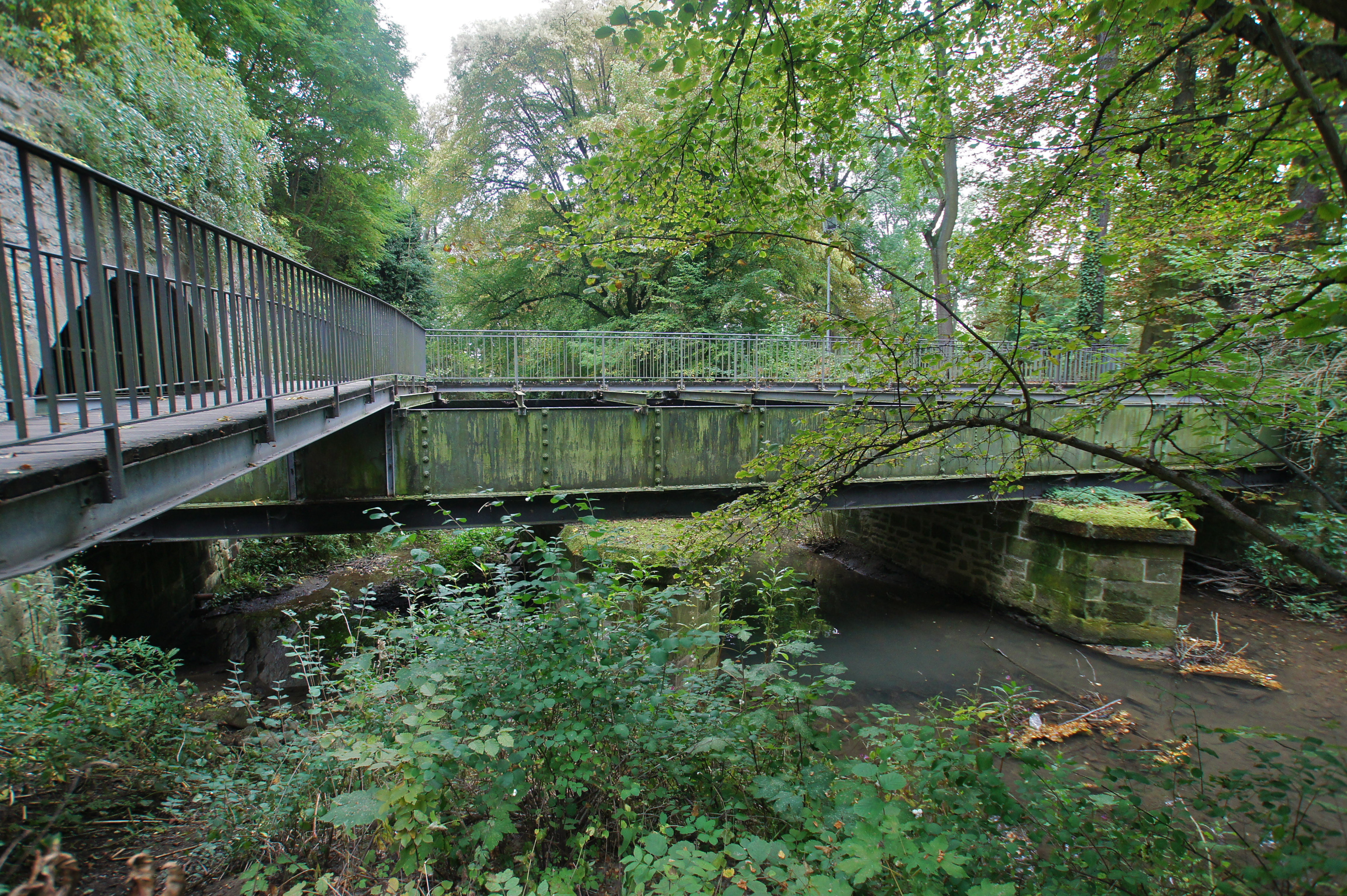
Aqüeducte del Mühlenkanal damunt del Krummes Wasser a Einbeck

L'aqüeducte romà era un conducte artificial que permetia transportar l'aigua en gran quantitat des de la seva font fins a la ciutat a través de recs de superfície, galeries subterrànies, i ponts d'arcs aeris. De tota manera, el terme s'aplica sobretot a aquests últims. Els aqüeductes són notables obres d'enginyeria que aprofiten la inclinació suau del terreny per tal que l'aigua simplement flueixi en el sentit desitjat. Al principi de tot, un dic emmagatzemava l'aigua i en regulava el cabal. Quan l'aigua arribava a la ciutat anava a parar al castella aquarum des d'on es distribuïa en totes direccions a través de canalons. Els primers a rebre-la eren les fonts públiques i les termes, i quan les necessitats d'aquestes estaven cobertes la resta del cabal emmagatzemat (aqua caduca) també es distribuïa entre particulars.
Pel que fa a l'estil arquitectònic dels ponts és sempre molt semblant: a sota, uns pilars que sobresurten de terra i a partir d'aquí es van succeint nivells o pisos, cadascun dels quals està format per arcs semicirculars successius. A la part superior, s'hi troba el canal per on circula l'aigua i, de vegades, al nivell de sota es permetia un camí per al pas de persones (viaducte), tot i que això no és tan habitual.

## Construcció
Per construir els aqüeductes romans calien bastides, usats per construir els arcs entre pilar i pilar mitjançant encofrats de fusta que recolzaven sobre mènsules o sobre les vores rectes de cornises sobresortints de les superfícies superiors dels pilars. Els arcs dels aqüeductes més baixos s'aixecaven directament des del terra sobre bastides. Un cop instal·lats els encofrats, es col·locaven els blocs de pedra o maó sobre l'estructura de fusta, es construïen en els costats horitzontals per sobre dels pilars i s'omplia l'interior de ciment i runes.

## Aqüeductes conservats

L'aqüeducte de Segòvia vist des de la base

Els ponts d'aqüeductes antics més coneguts a Europa són els que encara avui es mantenen, herència de l'Imperi Romà.
A Itàlia sobresurten els Aqüeductes de Roma. A França sobresurt el Pont del Gard, que assegurava el proveïment d'aigua a la ciutat romana de Nimes. És un dels aqüeductes romans més ben conservants juntament amb el de Segòvia i el de Los Milagros, a Mèrida. A Catalunya sobresurt el de Tarragona (Les Ferreres), A Istambul s'ha d'esmentar l'Aqüeducte de Valent. A Split es troba l'Aqueducte de Dioclecià. Són construccions que destaquen per la seva grandiositat i funcionalitat, ja que s'edificaven per abastir d'aigua poblacions que, pel seu gran nombre d'habitants, no en tenien prou amb les reserves locals que disposaven.
A Catalunya, encara es conserven restes menors de ponts d'aqüeducte a Barcelona, Pineda de Mar (Can Cua) i Sant Jaume dels Domenys, a les Illes Balears hi ha restes com l'aqüeducte de s'Argamassa i al País Valencià s'hi poden trobar les restes de l'aqüeducte romà d'Altea o l'aqüeducte de Peña Cortada. A més, es construïren aqüeductes a nivell local, com l'aqüeducte d'en Caixa, de Palafrugell.

## Aqüeductes moderns
Els aqüeductes moderns són una part central de la infraestructura de distribució d'aigua de molts països. Els aqüeductes dels Estats Units són alguns dels més grans del món. L'Aqüeducte de Catskill transporta l'aigua a la ciutat de Nova York a una distància de 190 km, però és eclipsat pels aqüeductes de l'extrem oest del país, sobretot els 389 km de l'Aqüeducte del riu Colorado, que subministra l'àrea de Los Angeles amb aigua del riu Colorado a gairebé 250 milles a l'est i l'Aqüeducte de Califòrnia de 1.129 km, que va des del Delta del riu Sacramento-San Joaquin fins al llac Perris. El Central Arizona Project és l'aqüeducte més gran i més car construït als Estats Units. S'estén 336 milles des de la seva font prop de Parker, Arizona fins a les àrees metropolitanes de Phoenix i Tucson.
A finals del segle xix es va construir un aqüeducte a Nova Zelanda, "la carrera del districte d'Oamaru", per subministrar aigua (i energia hídrica) a uns 50 km des del riu Waitaki a Kurow fins a la ciutat costanera d'Oamaru.
A Espanya, el sistema d'aqüeductes del Transvasament Tajo-Segura es va inaugurar l'any 1979 i transporta aigua a 286 km de nord a sud.
A la Xina, el projecte de transferència d'aigua sud-nord té com a objectiu connectar la conca del riu Iang-Tsé amb Pequín mitjançant tres sistemes separats. El projecte reutilitzarà part del Gran Canal de la Xina.

## Història

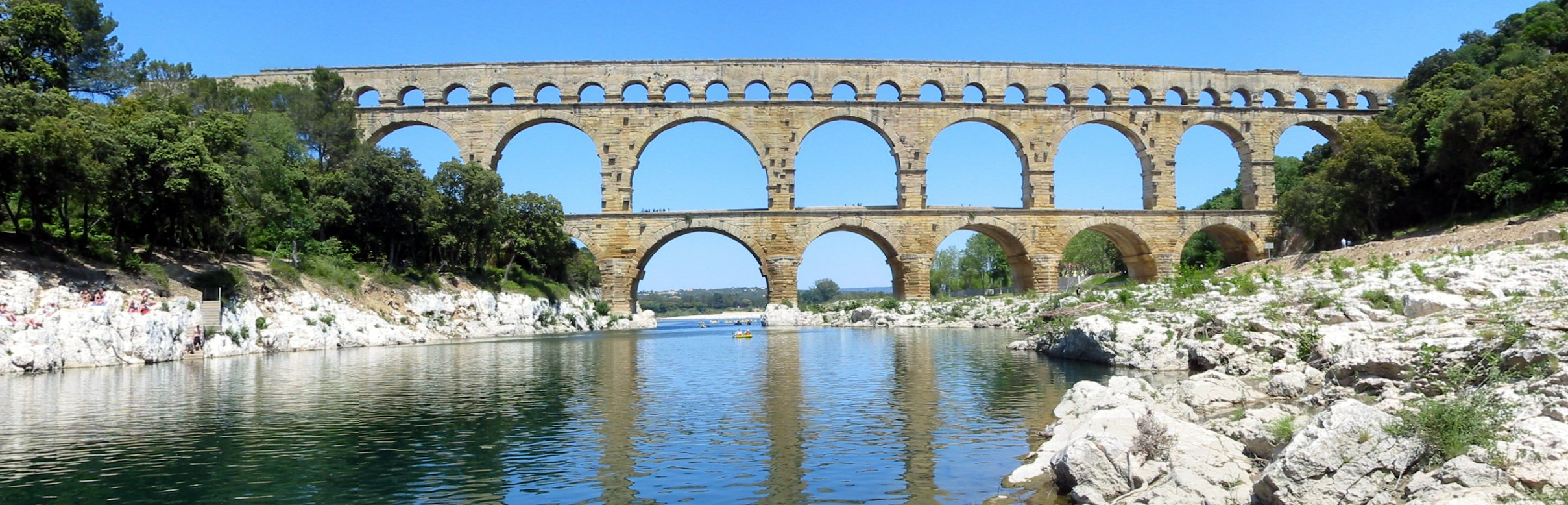
Pont du Gard, França.

Qualsevol assentament humà, per petit que sigui, necessita disposar d'un sistema d'aprovisionament d'aigua que satisfaci les seves necessitats vitals. La solució emprada des d'antic consistia a establir el poblament en les proximitats d'un riu o deu, des d'on s'implica l'aigua als punts de consum. Una altra solució consisteix a excavar pous dins o fora de la zona habitada o construir cisternes. Però quan el poblament aconsegueix la categoria d'autèntica ciutat, es fan necessaris sistemes de conducció que obtinguin l'aigua en els punts més adequats de l'entorn i la portin al lloc on s'ha establert la població.
Fins i tot quan la població estava a la vora d'un riu, la construcció de conduccions era la millor forma de garantir el subministrament, en comptes d'extreure l'aigua del riu que, encara que estigués molt a prop, generalment tenia un nivell més baix que el poblat. En altres ocasions es feia l'aqüeducte perquè l'aigua era de millor qualitat que la del riu. Per cobrir aquesta necessitat s'emprenen obres de gran envergadura que puguin assegurar un subministrament d'aigua.

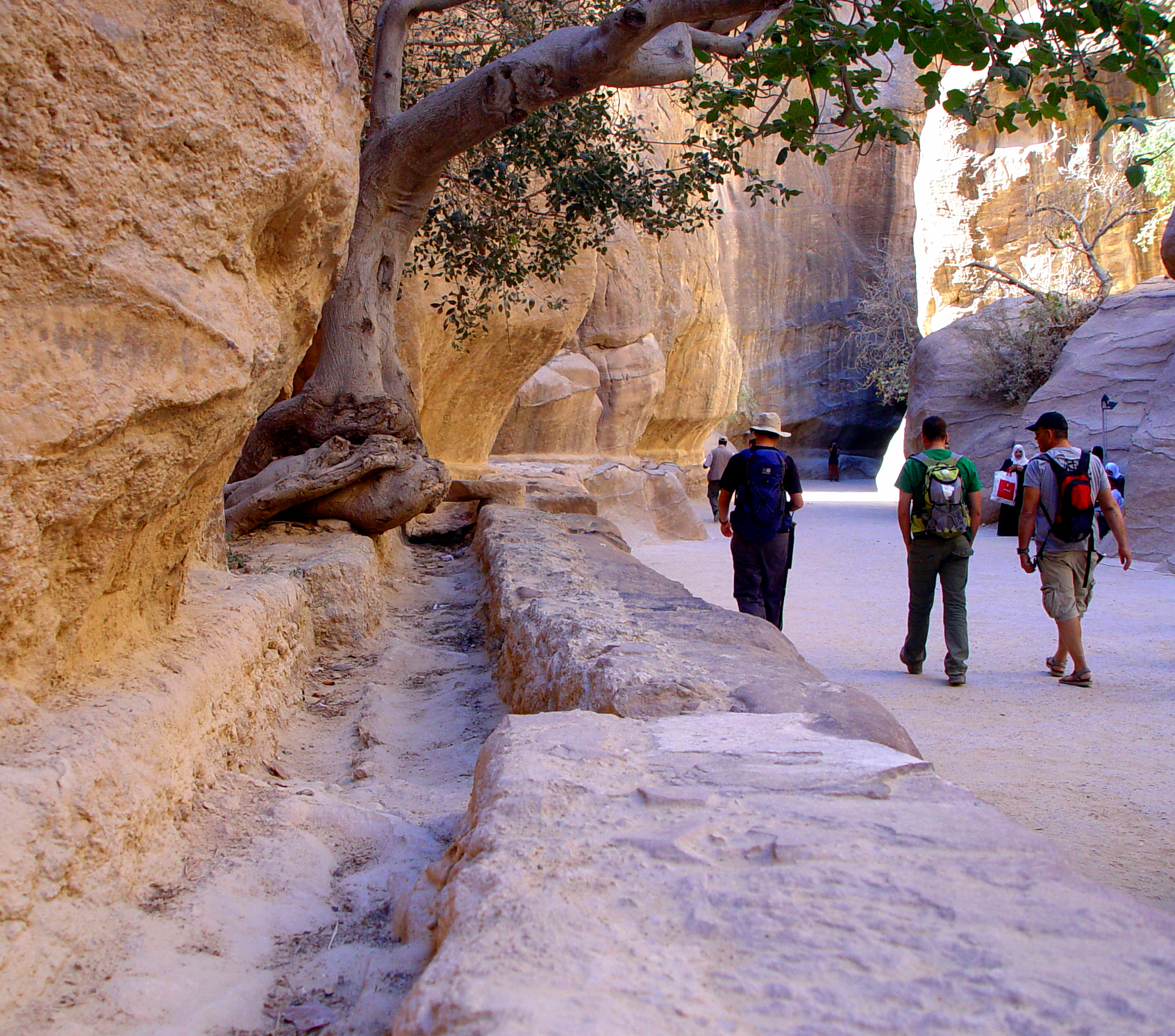
Aqüeducte nabateu a Petra, Jordània

Encara que existien precedents en les civilitzacions antigues del Pròxim Orient i els enginyers grecs havien construït conduccions eficients, els enginyers romans, gràcies fonamentalment al seu ús del formigó, van ser els que van posar a punt tècniques que es van poder generalitzar per totes les ciutats del Mediterrani. Amb tot, els factors tècnics no van ser els únics que van contribuir a difondre aquest tipus d'obres, va fer falta també la unitat política de l'Imperi i l'existència d'un sistema econòmic fort que creés les condicions per al desenvolupament urbà.
La major part del recorregut es feia per canals, en general coberts, que es construïen pels vessants de les muntanyes, seguint la línia de pendent desitjada (generalment petita, de l'ordre del 0,004 %), i se situaven cada cert temps caixes d'aigua o arques d'aigua, petits dipòsits que servien per regular el cabal o decantar els sòlids, normalment sorra, que les aigües poguessin arrossegar.
Quan s'havia de salvar un camí, a un nivell una mica més baix que el de l'aqüeducte, s'utilitzaven sifons, en els quals l'aigua passava sota l'obstacle i tornava a pujar al nivell anterior. Sovint havien de salvar desnivells més grans i en ells adoptaven la forma de arqueria o pont, ja que fer conduccions en sifó capaços de resistir altes pressions era més car. Com els ponts són la part més visible de l'obra, ha quedat el costum de cridar «aqüeducte» a la pròpia arqueria.
En moltes ocasions, aquests aqüeductes romans van continuar en ús durant l'Edat Mitjana i fins i tot en temps moderns, gràcies a arranjaments i restauracions. I, per descomptat, es van continuar fent de nous.
Les solucions aplicades als aqüeductes romans es van seguir usant sense modificacions substancials fins al segle xix. Al segle xx, els progressos en la producció de ciments, l'armat del formigó amb acer, els nous materials i tècniques en la construcció de conductes i la possibilitat de construir potents estacions de bombament van revolucionar les conduccions d'aigua i van simplificar la seva adaptació al terreny.

### Aqüeductes antics
Encara que es van associar particularment amb els romans, els aqüeductes es van idear molt abans a Grècia, Orient Pròxim i el subcontinent indi, on pobles com els egipcis i els harappes van construir sistemes de reg sofisticats. Els romans van construir els aqüeductes més importants en grandària, així com en major quantitat, en tots els seus territoris. Els aqüeductes d'estil romà es van utilitzar ja al segle VII a. C., quan els assiris van construir un aqüeducte de calcària de 80 km de llarg, que incloïa una secció de 10 m d'altura per travessar una vall de 300 m d'ample, per portar aigua a la seva ciutat cabdal, Nínive.

### Índia

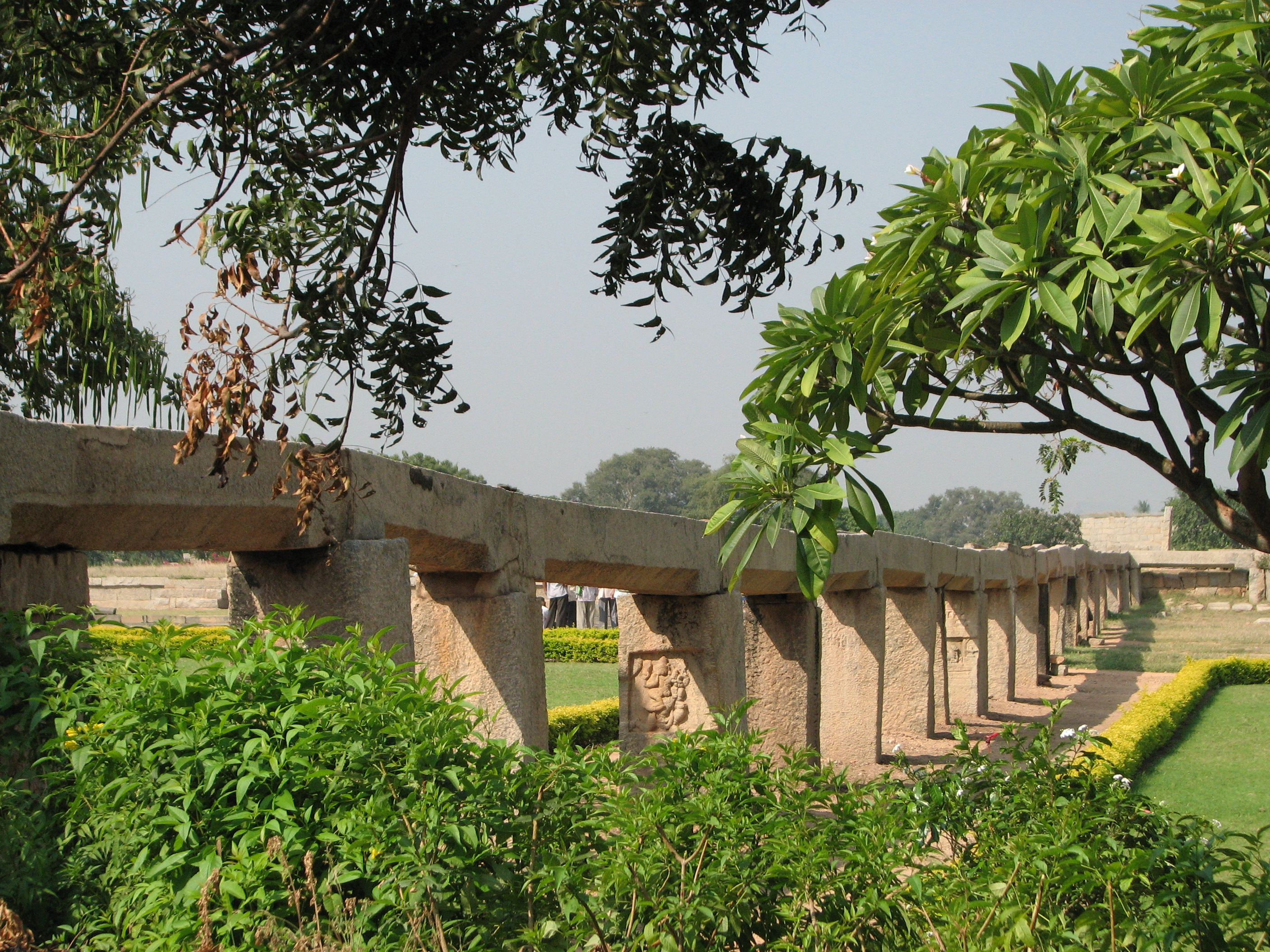
Antic aqüeducte de l'Índia a Hampi

Es creu que el subcontinent indi té alguns dels primers aqüeductes. L'evidència es pot trobar en els llocs de l'actual Hampi. Els enormes aqüeductes prop del riu Tungabhadra que subministren aigua de reg van tenir alguna vegada 15km de llarg. Els canals subministraven aigua als banys reals.

### Petra, Jordània
Al llarg de Petra, Jordània, els enginyers nabateus van aprofitar cada deu natural i cada xàfec d'hivern per canalitzar l'aigua on es necessitava. Van construir aqüeductes i sistemes de canonades que permetien que l'aigua fluís a través de les muntanyes, a través de congosts i cap als temples, llars i jardins dels ciutadans de Petra. Caminant a través del Siq, es pot veure fàcilment les restes dels canals que dirigien l'aigua al centre de la ciutat, així com preses reforçades que van mantenir a ratlla les crescudes en períodes d'inundació.

### Grècia
A l'illa de Samos, el Túnel d'Eupalinos va ser construït durant el regnat de Polícrates (538-522 aC). Es considera un aqüeducte subterrani i va portar aigua dolça a Pitagorèon durant aproximadament mil anys.

### Roma

Els múltiples arcs del Pont du Gard, a la Gàl·lia romana. Els seus nivells inferiors porten un camí a través del riu, i els nivells superiors sostenen un conducte d'aqüeducte que portava aigua a Nimes

Els aqüeductes romans es van construir a tot arreu de l'Imperi, des d'Alemanya fins a Àfrica, i especialment a la ciutat de Roma, on van totalitzar més de 415km de llarg. A les grans ciutats de l'imperi, els aqüeductes proveïen d'aigua dolça als banys públics i per beure i van establir un estàndard d'enginyeria que no va ser superat en més de mil anys. Els ponts, construïts en pedra amb múltiples arcs, eren una característica distintiva dels aqüeductes romans i, per tant, el terme "aqüeducte" s'aplica sovint específicament a un pont per transportar aigua.

### Amèrica del Sud

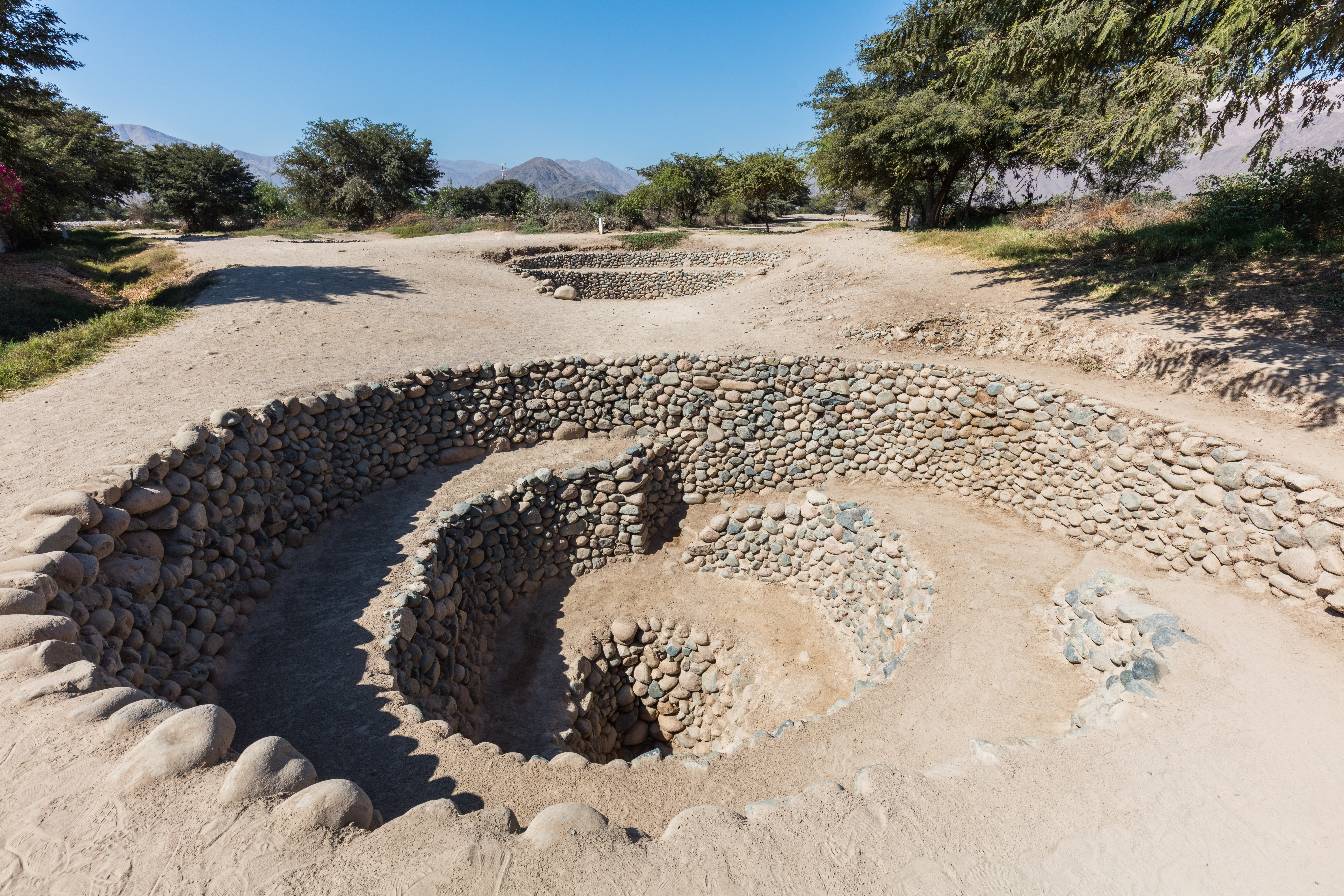
Aqüeductes subterranis de Cantalloc en Nazca, Perú

Prop de la ciutat peruana de Nazca, es va construir un antic sistema precolombí d'aqüeductes anomenat Puquios que encara s'utilitza en l'actualitat. Estaven fets de pedres intrincadament col·locades, un material de construcció molt utilitzat per la cultura Nazca. El període en el qual es van construir encara es debat, però algunes evidències recolzen al voltant de l'any 540-552 d. de C., en resposta als períodes de sequera a la regió.

### Amèrica del Nord
El Monument Nacional Guayabo de Costa Rica, un parc que cobreix el lloc arqueològic més gran del país, conté un sistema d'aqüeductes. La complexa xarxa d'aqüeductes descoberts i coberts encara funcionen. Els aqüeductes estan construïts amb pedres de riu arrodonides, que en la seva majoria són d'origen volcànic. La civilització que va construir el sistema d'aqüeductes segueix sent un misteri per als arqueòlegs; se sospita que els aqüeductes de Guayabo es van assentar en un punt d'antiga confluència cultural entre asteques, maies i inques.
Quan els europeus arribaven a la capital Asteca Tenochtitlán, a principis del segle xvi, la ciutat estava connectada per dos aqüeductes. Un d'aquests, l'Aqüeducte de Chapultepec, construït al voltant de 1420, va ser reconstruït pels espanyols gairebé tres-cents anys després. Originalment traçant part del seu camí sobre l'ara desaparegut Llac de Texcoco, del que actualment, només queda un fragment a la Ciutat de Mèxic.

### Sri Lanka
Es va descobrir que l'ús extensiu d'aqüeductes elaborats ja s'utilitzava a l'antiga Sri Lanka. El millor exemple és el Yoda Ela o Jaya Ganga, un canal d'aigua de 87km de llarg que porta l'excés d'aigua entre dos reservoris artificials amb un gradient de 10 a 20 cm per quilòmetre durant el segle V dC. No obstant això, els antics mètodes d'enginyeria per calcular l'elevació exacta entre els dos reservoris i el gradient exacte del canal amb una precisió tan fina s'havien perdut amb la caiguda de la civilització al segle xiii.